# 渡部茂
渡部　茂（わたなべ しげる）は、日本の歯学者・歯科医師。明海大学歯学部形態機能成育学講座口腔小児科学分野教授。イグノーベル賞受賞。

## 経歴
1977年岐阜歯科大学卒業。以後、同大学助手、東日本学園大学講師、助教授を経て1995年より明海大学教授に就任。2019年に『典型的な5歳の子供が、1日に分泌する唾液量の測定に対して』でイグ・ノーベル賞受賞。

## 著書
- 下岡正八、五十嵐清治、内村登、木村光孝、鈴木康生、大東道治、本川渉、渡部茂『新小児歯科学』医歯薬出版、1996年2月10日。ISBN 978-4-87417-501-9。 NCID BN13910954。
- 渡部茂 他 著、宮田, 隆、荒木, 久生、申, 基喆 編『卒直後臨床研修マニュアル　〈上・下〉　若きデンティストのために』（第2版）医歯薬出版、1997年10月。ISBN 978-4-263-45363-6。 NCID BA33448059。
- 渡部茂 他 著、黒崎紀正、小口春久、岡野友宏、住友雅人、飯田順一郎、古郷幹彦 編『小児歯科疾患・口腔病変・不正咬合』医歯薬出版、東京都文京区〈イラストレイテッド・クリニカルデンティストリー4〉、2002年6月。ISBN 978-4-263-40614-4。 NCID BA5752456X。
- 渡部茂 他 著、日本小児歯科学会 編『親と子の健やかな育ちに寄り添う　乳幼児の口と歯の健診ガイド』医歯薬出版、2005年5月。ISBN 978-4-263-44195-4。 NCID BA72153634。
- 渡部茂 他 著、浜田茂幸、大嶋隆 編『新・う蝕の科学』医歯薬出版、2006年5月。ISBN 978-4-263-45598-2。 NCID BA76717560。
- 藤谷順子、畑江敬子、渡部茂、山口静子、柳沢幸江、駒井三千夫、藤井康弘、江頭文江、金谷節子、東口髙志 著、植松宏 編『栄養管理と障害へのアプローチ』医歯薬出版〈セミナー わかる！ 摂食・嚥下リハビリテーション 3巻〉、2006年8月。ISBN 978-4-263-44883-0。 NCID BA78114012。
- 渡部茂 他 著、大東, 道治、土屋, 友幸; 前田, 隆秀 ほか 編『小児歯科学基礎・臨床実習』医歯薬出版、2008年3月。ISBN 978-4-263-45613-2。 NCID BA85910459。
- 渡部茂、平岩幹男『やさしく学べる子どもの歯 : 渡部茂の10時間講義』診断と治療社、2008年6月。ISBN 9784787816399。 NCID BA86420626。
- Michael Edgar, Colin Dawes, Denis O'Mullance 編『唾液　歯と口腔の健康』監訳：渡部茂　　訳：稲葉大輔・王宝禮・香西克之・高橋信博・田隈泰信・廣瀬弥奈・光畑智恵子・本川渉・渡部茂（第2版）、医歯薬出版、東京都文京区、2008年6月10日（原著Aug. 2004）。ISBN 978-4-263-44266-1。 NCID BA86163126。
- 渡部茂 他 著、日本小児歯科学会 編『親と子の健やかな育ちに寄り添う　乳幼児の口と歯の健診ガイド』（第2版）医歯薬出版、2012年5月。ISBN 978-4-263-44364-4。 NCID BB09118270。
- Ole Fejerskov・Edwina Kidd 編『デンタルカリエス　原著第2版　その病態と臨床マネージメント』監訳 髙橋信博、恵比須繁之 訳 渡部茂 他、医歯薬出版　、2013年10月。ISBN 978-4-263-44402-3。 NCID BB13681987。
- Michael Edgar, Colin Dawes, Denis O'Mullane 編『唾液 : 歯と口腔の健康』監訳 渡部茂（第3版（原著第4版））、医歯薬出版　〈新・歯科衛生士教育マニュアル〉、2014年10月。ISBN 978-4-263-44429-0。 NCID BB17276131。
- 渡部茂、髙橋昌司 著「Part II 臨床実習編 第5章 プラークコントロール 4 口腔清掃/5　その他の方法（3DS）」、前田, 隆秀、福田, 理; 白川, 哲夫 ほか 編『小児歯科学基礎・臨床実習』（第2版　）医歯薬出版　、2014年10月。ISBN 978-4-263-45782-5。 NCID BB16972272。
- 木村光孝、牧憲司、有田憲司、五十嵐清治、尾崎正雄、齊藤正人、渡部茂 編『小児歯科学』クインテッセンス出版　〈新・歯科衛生士教育マニュアル〉、2014年12月。ISBN 9784781204123。 NCID BB17452799。
- 大矢, 幸弘、堤, ちはる、渡部, 茂 編『小児科外来や乳幼児健診で使える食と栄養相談Q&A　』診断と治療社　、2016年5月。ISBN 9784787822086。 NCID BB16972272。

## 所属団体
- 日本歯科医学会
  - 日本小児歯科学会 理事[3]
  - 日本歯科薬物療法学会 理事[4]
  - 日本障害者歯科学会 代議員[5]
  - 日本小児口腔外科学会 理事[6]
- 国際歯科研究学会
  - 国際歯科研究学会日本部会 評議員[7]
- 日本咀嚼学会 評議員[8]